# Limansari
Limansari is een bestuurslaag in het regentschap Ogan Komering Ulu van de provincie Zuid-Sumatra, Indonesië. Limansari telt 1466 inwoners (volkstelling 2010).